# Tram van Alexandrië
De Tram van Alexandrië is een openbaarvervoersnetwerk in de stad Alexandrië in Egypte. Het werd geopend in 8 januari 1863 en bestaat tegenwoordig uit twee soorten lijnen:

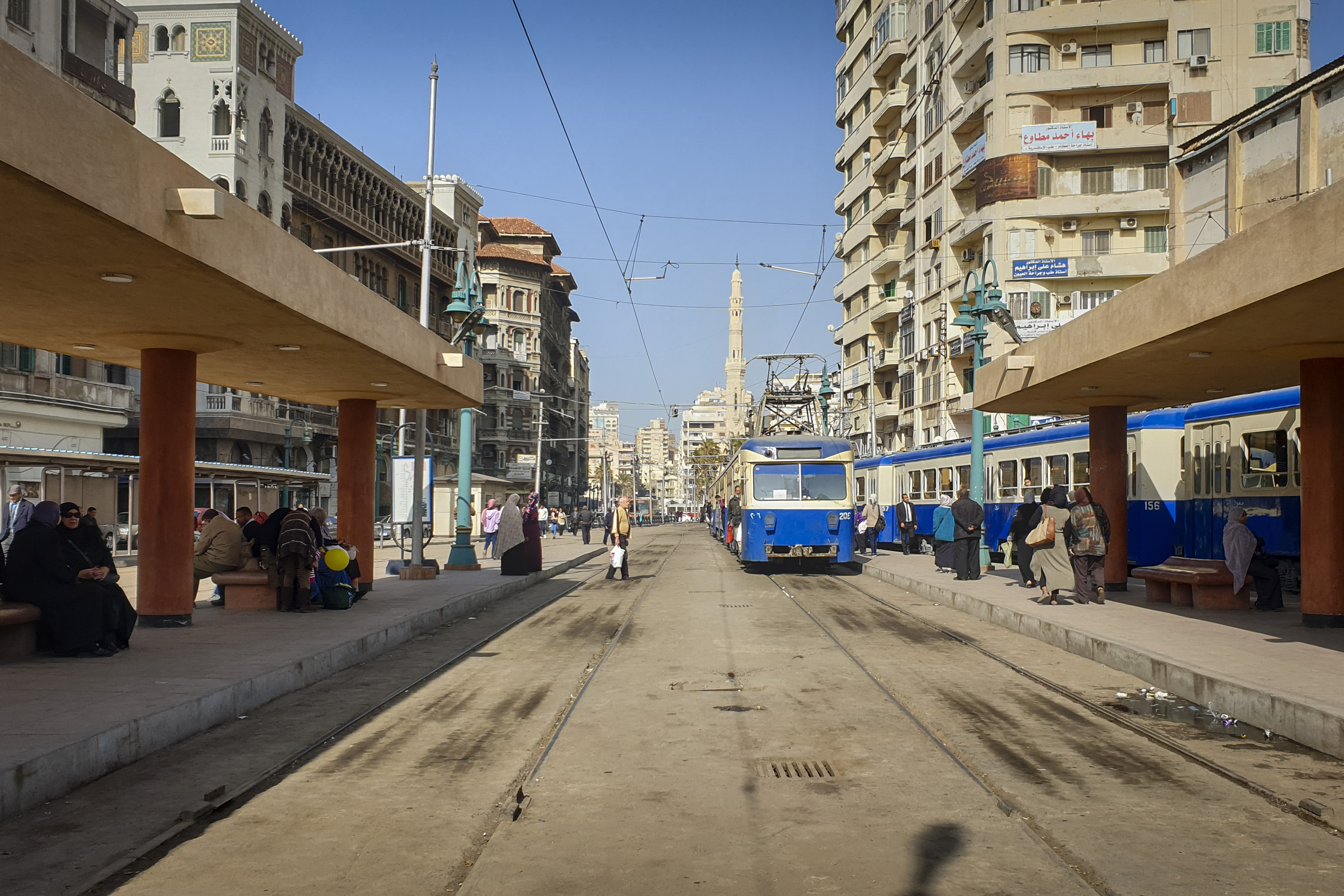
Blauwe tram

- Tram Al Ramlh : 4 lijnen. Deze voertuigen zijn blauw of crèmekleurig geschilderd. Zes van deze voertuigen hebben een dubbeldekstram.

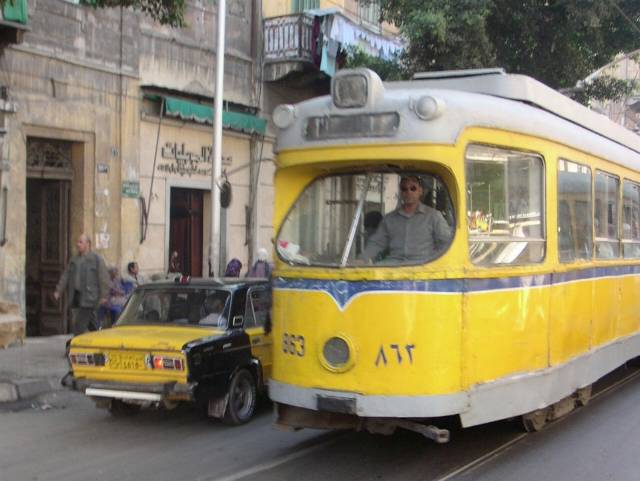
Gele tram, overgenomen Duewag uit Kopenhagen

- Tram Al Madina : 16 lijnen. Deze voertuigen zijn geel of rood en geel geschilderd.